# Industria cárnica
La industria de la carne es el conjunto de la ganadería industrializada moderna de producción, el empaquetado, la preservación y la comercialización de carne, en contraste con otros productos de origen animal como los lácteos, la lana o la miel. En economía, es una fusión de una actividad primaria, la ganadería, y una secundaria, la industria, y es difícil de caracterizar estrictamente en términos de una u otra. La parte más grande de la industria de la carne es la de su procesamiento, segmento que maneja la matanza, el envasado y la distribución de animales tales como vacas, cerdos, gallinas y ovejas, entre otros. 
Una gran porción de la siempre creciente[cita requerida] rama de la carne en la industria alimenticia incluye la cría intensiva de animales, en la que el ganado se mantiene casi enteramente adentro de edificaciones o al aire libre pero restringido, como por ejemplo en corrales.
Varios aspectos de la cría de animales para carne se han industrializado, incluso muchas prácticas más asociadas con las granjas familiares más pequeñas, por ejemplo las comidas gourmet como el foie gras.
La producción de ganado es una industria de mucha integración vertical en la que la mayor parte de las etapas en la cadena de abastecimiento pertenecen a una misma empresa. 

## Consideraciones de eficiencia
La industria del ganado no sólo usa más tierras que cualquier otra actividad humana: también es uno de los más grandes contribuidores a la contaminación del agua y una enorme fuente de emisiones de gas de efecto invernadero. Respecto de esto un factor relevante es el índice de transformación del alimento de las especies producidas. Además tomando en cuenta otros factores como el uso de energía, los pesticidas, el suelo y los recursos no renovables, la carne de res, la carne de cordero, la carne de cabra y la carne de bisonte como recursos de carne roja muestran la peor eficiencia. Las aves y los huevos rinden mejor.

## Producción global de productos cárnicos

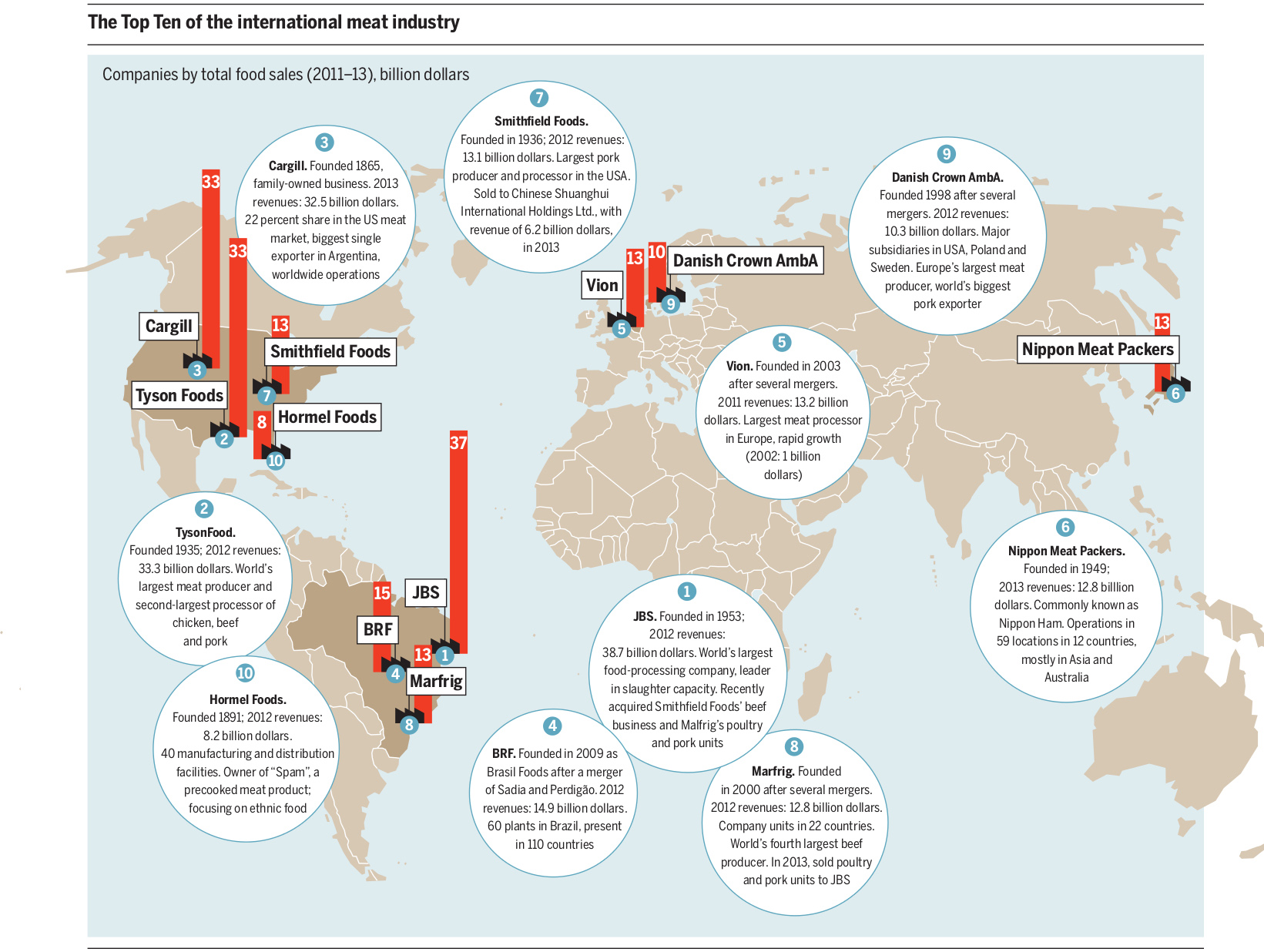
Los diez primeros productores de carne internacionalmente

## Críticas

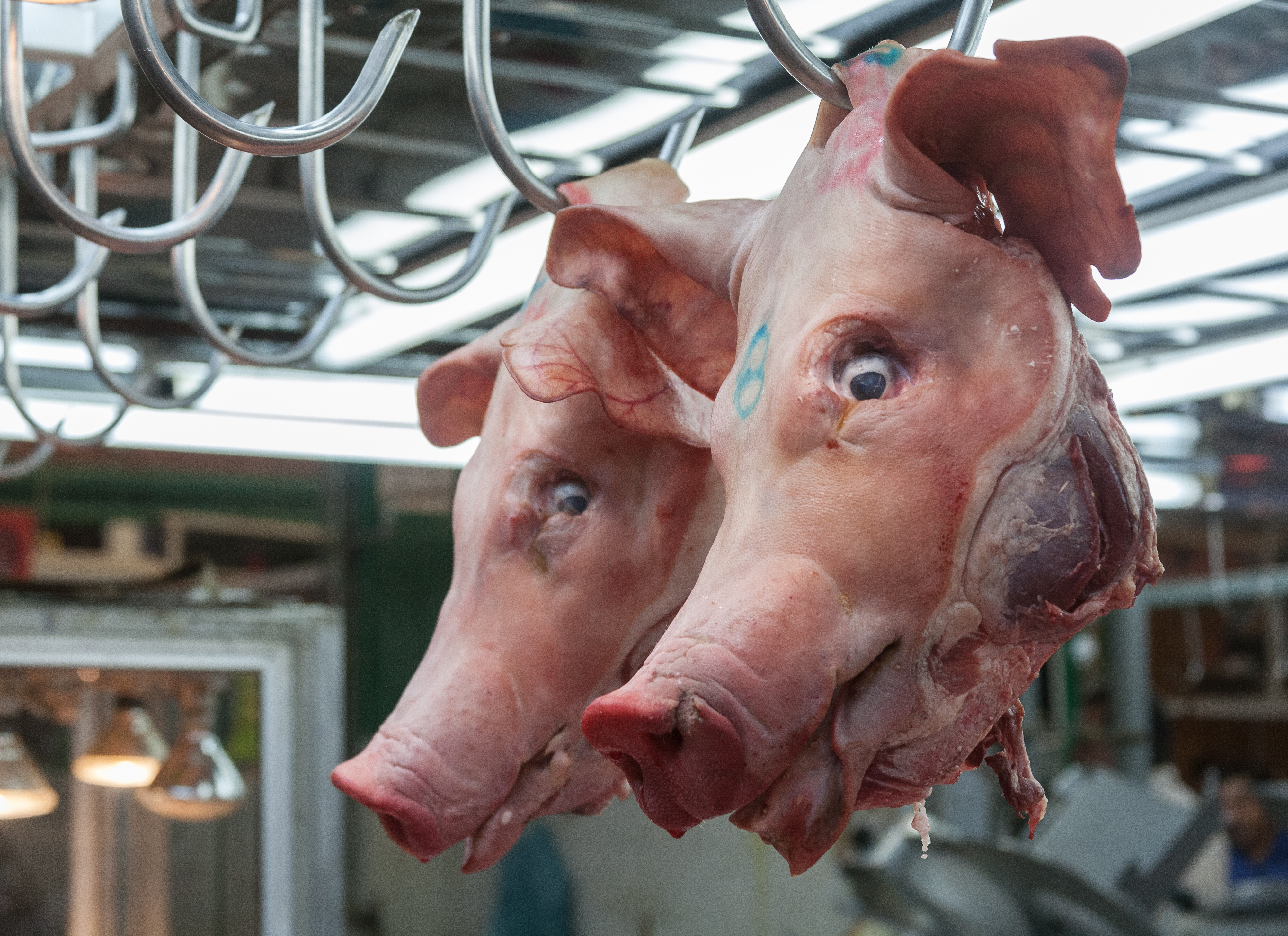
Cabezas de cerdos en un mercado.